# 貴島サリオ
貴島 サリオ（きじま サリオ、本名：井下 さおり、1974年2月19日 - ）は日本の元シンガーソングライター、歌手、女優。愛知県半田市出身。血液型O型。所属事務所はボックスコーポレーション→トゥーボイス。
夫は、グラフィックデザイナーのバジル・フィンドレー。

## 略歴
タレント養成所の発表会でスカウトされ芸能界入り。芸名は、当時人気の力士だった貴ノ花と藤島部屋から「貴島」、本名をもじって「サリオ」とした。1992年4月、フジテレビ系深夜連続ドラマ『アルファベット2/3』で初主演。その後、TBS系連続ドラマ『キライじゃないぜ』に出演。同年11月6日、アルペンCMソング「あきらめないで」でポニーキャニオンから歌手デビュー。11月13日、東京の一口坂スタジオでデビューコンベンションが行われ、デビュー曲など4曲が披露された。羽島亨プロデュースの下、本人自作詞曲であるセブンイレブンCM曲「白とピンクと青い空」や春の高校バレー大会ソング「Together -光の中で-」など、CM曲やテレビドラマ、アニメの主題歌などのタイアップ付きでシングルを発売。その傍ら、女優としても連続ドラマに出演した。
1997年、デビュー時から所属していたボックスコーポレーションおよびポニーキャニオンを離れ、個人事務所トゥーボイスを設立し独立する。これによりSALLY・K（サリーケー）と改名し、ライブ活動を中心に活動。1997年11月、本名の井下さおりに改名し、井上ヨシマサプロデュースの下、エアーズよりアルバム『inside』で再デビュー。ウィスパーボイスを生かしたR&B路線に変更した。その後も定期的にライブ活動を行ったが、1998年の渋谷クロコダイルでのライブを最後に休業。引退宣言もせず、表舞台から姿を消した。
現在は3児の母で、夫と共に英会話の講師をしている。

## エピソード
芸能人時代仲の良かった芸能人は、『キライじゃないぜ』で共演した元Winkの相田翔子。

## ディスコグラフィー

### シングル
- あきらめないで（1992年11月6日、アルペンCM曲） デビュー曲。オリコン最高109位
- 白とピンクと青い空（1993年3月3日、セブンイレブンCM曲） オリコン最高79位
- Positiveで行こう!（1993年7月21日、MCシスターCM曲） 広瀬香美作詞曲。オリコン最高196位
- In Salah-赤い砂-（1993年12月17日、東芝アリーナCM曲） オリコン最高67位
- Together光の中で…（1994年3月18日、フジテレビ系春の高校バレー大会曲） オリコン最高46位
- Catching My Dreams（1994年8月3日、NHK『スポーツ100万倍』テーマ曲） オリコン最高89位
- 私からKiss（1995年2月17日、セブンイレブンCM曲）/In The Night（OVA『KEY THE METAL IDOL』OPテーマ）/私がそばにいる（同EDテーマ） オリコン最高76位
- 私達の時代（1995年8月19日、テレビ朝日系『目撃!ドキュン』エンディング曲） オリコン最高149位
- 静かなSoldier（1996年1月24日、東京アカデミーCM曲） オリコン最高159位
- 一番星が輝くように（1996年5月22日、TBS系『結婚しようよ』挿入歌） オリコン最高167位*

### アルバム
| #              | 発売日         | タイトル       | 備考 |                |
| 貴島サリオ名義 | 貴島サリオ名義 | 貴島サリオ名義 | 貴島サリオ名義 | 貴島サリオ名義 |
| -------------- | -------------- | -------------- | --- | -------------- |
| 1              | 1993年5月21日  | SARIO 1        | - オリコン最高位130位 1. 夢を見ながら 2. 反則の4Letters 3. 白とピンクと青い空（2ndシングル） 4. あの鳥のように 5. パジャマ・グルメ 6. Dreams, Eternity                     |                |
| 2              | 1993年9月1日   | SARIO 2        | - オリコン最高位143位 1. Positiveで行こう!（3rdシングル） 2. 芸能界でよかった 3. Angry 4. 未来の思い出に 5. 思いっきり駆けてみて 6. スロー・ドライビン In Stardust         |                |
| 3              | 1994年4月21日  | SARIO 3        | - オリコン最高位86位 1. Together光の中で…（5thシングル） 2. RESQUE ME 3. In Salah‐赤い砂‐(ROCK VERSION) (4thシングル) 4. 忘れさせてあげる 5. 青春のFU 6. 永遠だといいね    |                |
| 4              | 1995年9月21日  | SARIO 4        | - オリコン最高位169位。 1. ドライブスルーラヴァ― 2. Misty Blue 3. 私からKiss（7thシングル） 4. Door 5. 愛が愛であふれてる 6. 私達の時代（8thシングル）                     |                |
| 井下さおり名義 |                |                | |                |
| 5              | 1997年11月21日 | inside         | - エアーズよりリリース。 1. サーチ・ヨ・マインド 2. 時にはあきらめたりしたい 3. イディオット 4. フーリッシュ 5. いちご白書をもう一度 6. これから 7. ルート 8. スパイシリー |                |

## 主な出演作品
- アルファベット2/3（1992年4月-6月、フジテレビ）- 主演
- キライじゃないぜ（1992年7月-9月、TBS系）- 川島芽具 役
- その時、ハートは盗まれた（1992年11月-12月、フジテレビ系 ボクたちのドラマシリーズ）- 田村緑 役
- 振り返れば奴がいる（1993年1月-3月、フジテレビ系）- 中井加世(カヨちゃん) 役
- かりん（1993年10月-1994年4月、NHK 連続テレビ小説）- 宮下(花山)みつ 役